# 라임 (기업)
라임(Lime)은 미국의 교통회사로, 샌프란시스코에 본사가 있다. 이 회사는 전 세계 30개국에 걸쳐 200개가 넘는 도시에서 전동 킥보드, 전기자전거, 전기 모페드를 운영한다. 이 시스템은 사용자가 GPS를 통해 이용 가능한 스쿠나 저전거의 위치를 스마트폰 앱을 통해 찾아 사용할 수 있게 한다.